# シマノ・アルテグラ
アルテグラ（ULTEGRA）はシマノ製品に広く使われている商標。UltimateとIntegrateを組み合わせたシマノの造語。

## ロードバイク用コンポーネント
現在のラインナップでは最高峰のデュラエースに次ぐ2番目のグレードと位置づけられている。登場時はシマノ600という名称で高級機種のデュラエースに対してツーリング向け・廉価機種という位置づけであったが、その後度々改名されるとともに高級機種へと変化していった。
ランニングコストが安く性能が高いとしてデュラエースよりも好んで使用する自転車愛好家も存在する。また選手の練習用にも良く採用され、ヨーロッパのプロ選手にも多く使われている。デュラエースには無いロングケージ・リアディレイラーがラインナップされており、より大きなローギアが使える為、レースでも山岳ステージで使用される事がある。2021年現在、完成車では定価70万円前後のものに採用されることが多い。
ハンドルから手を放さずに変速できるシステムを、デュアルコントロールレバーにより実現している。
2007年秋に軽量版（上位版）としてアルテグラSLが発売され、完成車だと定価30～35万円前後のものに採用されている。

### 開発の経緯とシリーズの歴史
- 1976年 - シマノ600（ランドナー向けのツーリング用パーツ）:
- 1980年 - シマノ600EX（アラベスクパターンを特徴とした、古典的ツーリング&ロード用途）:
- 1985年 - NEW シマノ600EX（ロードバイク入門-中級者向けコンポへとシフト）:
- 1986年 - NEW シマノ600EX-SIS（インデックス機構を初採用）:
- 1992年 - シマノ600アルテグラ6400系（STIの採用、リアの8速化）
- 1997年 - シマノアルテグラ6500系（リアの9速化）
- 2004年 - シマノアルテグラ6600系（リアの10速化）
- 2007年 - シマノアルテグラSL（6600系をベースに軽量化した上位版）
- 2009年 - シマノアルテグラ6700系《デュラエース7900系に準じたデザインに（カンパニョーロを模したハンドル周りのワイヤリングが特徴）》
- 2011年 - シマノアルテグラ6770系(Di2システムの採用)
- 2013年 - シマノアルテグラ6800系（リアの11速化）
- 2017年 - シマノアルテグラR8000系（油圧ディスクブレーキの採用）
- 2021年 - R8100系[3] HYPERGLIDE+による12速化、セミワイヤレス化[4] チェーンやディクブレーキローターはDeore XTと共通[5][6]

## スピニングリール
アルミ製のスピニングリール。

## ゴルフクラブ
2001年に参入。６種類のヘッドと35種類のシャフトの組み合わせから、好みのものをインターネット、FAX等で直接シマノへ注文する販売方式を採った。2005年に撤退。